# DB Netz
A DB Netz AG a Deutsche Bahn egyik legfontosabb leányvállalata volt, amely a német vasúthálózat többségét birtokolta és üzemeltette (2019-ben 33 291 km hosszúságú vasúthálózatot). Hálózata hossza és szállítási volumene szerint az egyik legnagyobb vasúti pályahálózat-működtető Európában.
A társaság a német vasúti reform második szakaszában jött létre a Deutsche Bahn AG leányvállalataként 1998-ban, majd 2023. december 27-én beolvadt a DB InfraGO társaságba.
A DB Netz központja Frankfurtban volt, hét regionális részleggel ("Regionalbereiche", RB) és egy központi részleggel rendelkezett. Regionális központjának helyszínei: Berlin (RB kelet), Frankfurt (RB központ), Duisburg (RB nyugat), Hannover (RB észak), Karlsruhe (RB délnyugat), Lipcse (RB délkelet) és München (RB dél). A DB Netz AG nyereséges volt a pályahozzáférési díjakból, de jelentős állami forrásokat is kapott az európai és szövetségi közlekedési útvonalak hálózatának fenntartására, fejlesztésére és bővítésére.
Akkor került be a DB Netze márkába, amikor a Deutsche Bahnt átszervezték három fő részlegre, az utasszállításra, a logisztikára és az infrastruktúrára. Jogi személye azonban megmaradt.
Annak ellenére, hogy a Deutsche Bahn AG egyik leányvállalatának szerves részét képezte, a DB Netz AG-nek megkülönböztetéstől mentes hozzáférést kellett biztosítania más vasúti szolgáltatók számára, amelyek versenyben állnak a Deutsche Bahn többi nagy üzleti egységével. Ezért a DB Netz AG felügyeletét a Szövetségi Hálózati Ügynökség végezte.

## A pályahálózat hossza
|                 | 1999   | 2005   | 2006   | 2007   | 2008   | 2009   | 2010   | 2011   | 2012   | 2013   | 2014   | 2015   | 2016   | 2017   | 2018   | 2019   |
| --------------- | ------ | ------ | ------ | ------ | ------ | ------ | ------ | ------ | ------ | ------ | ------ | ------ | ------ | ------ | ------ | ------ |
| Vonalhossz (km) | 37 679 | 34 218 | 34 019 | 33 897 | 33 601 | 33 468 | 33 417 | 33 378 | 33 319 | 33 295 | 33 281 | 33 194 | 33 241 | 33 348 | 33 299 | 33 291 |
| Sínhossz (km)   |        | 63 270 | 62 948 |        | 62 454 | 61 752 | 61 683 | 61 330 | 61 260 | 61 153 | 61 090 | 60 527 | 60 512 | 60 653 | 60 803 |        |